# 동산초등학교 (경기)
동산초등학교는 대한민국 경기도 부천시 오정구에 있는 공립 초등학교이다.

## 학교 연혁
- 2003. 02. 01 동산초등학교 설립 인가
- 2007. 03. 01 동산초등학교 개교(17학급, 유치원 1학급 편성)
- 2007. 03. 01 초대 김기표 교장선생님 부임
- 2010. 03. 01 제2대 한용섭 교장선생님 부임
- 2011. 03. 01 19학급(유치원 2학급) 편성
- 2013. 02. 19 제6회 졸업식(86명 졸업, 총 496명 졸업)
- 2013. 03. 01 17학급(유치원 2학급) 편성
- 2013. 03. 01 제3대 문창래 교장선생님 취임
- 2015. 02. 13 제8회 졸업식(64명 졸업, 총 639명 졸업)
- 2015. 03. 01 17학급(유치원 2학급) 편성

## 참고 자료
- 동산초등학교 - 한국교육학술정보원 학교알리미